# Michael Schaff
Michael Schaff (* 1989 in Bielefeld) ist ein deutscher Regisseur, Kameramann und Editor.

## Leben
Michael Schaff studierte an der Fachhochschule Mainz, an der Fachhochschule Dortmund sowie an der Kunsthochschule für Medien Köln.
Sein 2014 zusammen mit Thomas Toth produzierter Dokumentarfilm Qalqiliyas Zoo wurde für den Next Generation Short Tiger 2015 ausgewählt, ein Kurzfilmprogramm, das 1998 von German Films und der Filmförderungsanstalt (FFA) gegründet wurde. Der Film beschreibt auf ganz eigene Weise die Situation in der Stadt Qalqiliya am Beispiel des letzten Zoos in den Palästinensischen Autonomiegebieten. Der Film hatte auf den Internationalen Filmfestspielen von Cannes 2015 Premiere.
Schaffs Abschlussarbeit für den Bachelor war der Dokumentarfilm Ein bisschen Normalität, der bei dem Lichter Filmfest in Frankfurt in der Kategorie „bester regionaler Kurzfilm“ den ersten Preis gewann. Der Film gewann außerdem den Hessischen Filmpreis 2015 in der Kategorie „Kurzfilm“.
Sein mit Fabian Bohn produzierter humoristischer Abschlussfilm Kraft wie früher an der Kunsthochschule für Medien Köln wurde mit renommierten Filmpreisen wie dem New Yorker Andy Award Andy Award und dem Golden Award of Montreux ausgezeichnet.

## Filmografie
- 2014: Qalqiliyas Zoo (Dokumentarfilm)
- 2015: Ein bisschen Normalität (Dokumentarfilm)
- 2020: Kraft wie früher / Still got it (Werbefilm)